# Dioctria
Dioctria är ett släkte av tvåvingar. Dioctria ingår i familjen rovflugor.

## Dottertaxa tillDioctria, i alfabetisk ordning[1][2]
- Dioctria abdominalis
- Dioctria aestivis
- Dioctria albicornis
- Dioctria altaica
- Dioctria annulata
- Dioctria arbustorum
- Dioctria arcana
- Dioctria arnoldii
- Dioctria arthritica
- Dioctria atricapilla
- Dioctria atrorubens
- Dioctria australis
- Dioctria baumhaueri
- Dioctria berlandi
- Dioctria bicincta
- Dioctria bigoti
- Dioctria bithynica
- Dioctria bulgarica
- Dioctria caesia
- Dioctria calceata
- Dioctria cavifrons
- Dioctria claripennis
- Dioctria concoloris
- Dioctria conspicua
- Dioctria contraria
- Dioctria cornuta
- Dioctria cothurnata
- Dioctria cretensis
- Dioctria cursor
- Dioctria danica
- Dioctria dispar
- Dioctria engeli
- Dioctria eoa
- Dioctria flavicincta
- Dioctria flavipennis
- Dioctria freidbergi
- Dioctria fuscipes
- Dioctria gagates
- Dioctria gracilis
- Dioctria gussakovskii
- Dioctria harcyniae
- Dioctria henshawi
- Dioctria hermonensis
- Dioctria hohlbecki
- Dioctria humeralis
- Dioctria hyalipennis
- Dioctria kazak
- Dioctria keremza
- Dioctria kowarzi
- Dioctria laeta
- Dioctria lata
- Dioctria lateralis
- Dioctria leleji
- Dioctria lenta
- Dioctria linearis
- Dioctria liturata
- Dioctria longicornis
- Dioctria lopatini
- Dioctria lugens
- Dioctria maculata
- Dioctria maslovi
- Dioctria meridionalis
- Dioctria meyeri
- Dioctria mixta
- Dioctria nakanensis
- Dioctria navasi
- Dioctria neatricapilla
- Dioctria nigrescens
- Dioctria nigribarba
- Dioctria nigripes
- Dioctria nigriventris
- Dioctria nigronitida
- Dioctria notha
- Dioctria ochrifacies
- Dioctria oelandica
- Dioctria pilithorax
- Dioctria pleuralis
- Dioctria podagrica
- Dioctria pollinosa
- Dioctria popovi
- Dioctria puerilis
- Dioctria pusio
- Dioctria rufa
- Dioctria ruficornis
- Dioctria rufipes
- Dioctria rufithorax
- Dioctria rufonigra
- Dioctria rungsi
- Dioctria samarana
- Dioctria scopini
- Dioctria segmentaria
- Dioctria seminole
- Dioctria speculifrons
- Dioctria stigmatizans
- Dioctria striata
- Dioctria striatipes
- Dioctria sudetica
- Dioctria taurica
- Dioctria vainsteini
- Dioctria valida
- Dioctria variabilis
- Dioctria vera
- Dioctria wiedemanni
- Dioctria vulpicola
- Dioctria zhelochovtevi